# Kirche Bracht

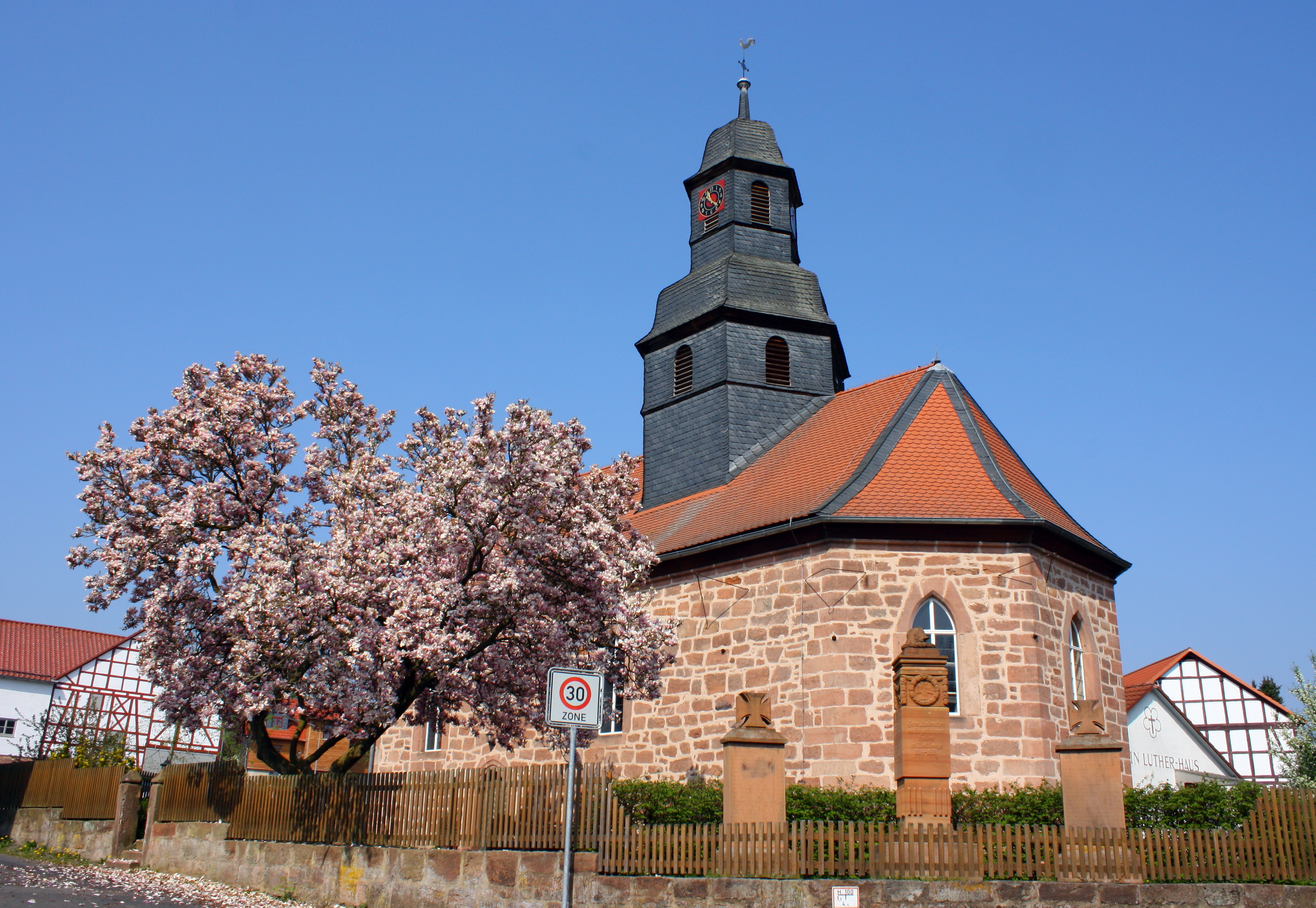
Kirche Bracht

Die evangelisch-unierte Kirche Bracht steht in Bracht, einem Ortsteil der Großgemeinde Rauschenberg im Landkreis Marburg-Biedenkopf von Hessen. Die Kirchengemeinde gehört zum Kirchenkreis Kirchhain im Sprengel Marburg der Evangelischen Kirche von Kurhessen-Waldeck.

## Beschreibung
Von der romanischen Vorgängerkirche sind noch Teile des Mauerwerks und der Gewände der Fenster an der Nord- und Westwand vorhanden. Die heutige Saalkirche mit dem dreiseitigen Schluss des Chors wurde ab 1724 aufgebaut. Sie wurde am 3. September 1728 eingeweiht. Das heutige Portal befindet sich auf der Südseite, am alten, hoch gelegenen an der Westseite befindet sich ein Symbol aus dem 12. Jahrhundert, das als Jakobskreuz gedeutet wird. Aus dem Satteldach, das im Osten abgewalmt ist, erhebt sich ein großer, sechsseitiger, schiefergedeckter Dachreiter, hinter dessen Klangarkaden sich der Glockenstuhl befindet. Er ist bedeckt mit einer glockenförmigen Haube, auf der eine Laterne mit den Zifferblättern der Turmuhr sitzt. Im Innenraum sind im Chorschluss Ansätze eines Gewölbes vorhanden. Die Emporen und das Kirchenbänke sind mit Blumen bemalt. Der mittelalterliche Altar, der noch ein Tabernakel hat, stammt aus der früheren Kirche. Die Kanzel und das Kruzifix stammen aus dem 17., das Taufbecken aus dem 16. Jahrhundert.